# 鹿児島県道234号石垣喜入線
鹿児島県道234号石垣喜入線（かごしまけんどう234ごう いしがききいれせん）は、鹿児島県南九州市から鹿児島市に至る一般県道である。

## 概要

### 路線データ
- 起点：鹿児島県南九州市頴娃町別府（頴娃町石垣入口交差点、国道226号交点）
- 終点：鹿児島県鹿児島市喜入一倉町（小田代交差点、鹿児島県道232号知覧喜入線）

## 地理

### 通過する自治体
- 南九州市
- 鹿児島市

### 交差する道路
| 交差する道路                                          | 市町村名 | 交差する場所 | 交差する場所                |
| ----------------------------------------------------- | -------- | ------------ | --------------------------- |
| 国道226号                                             | 南九州市 | 頴娃町別府   | 頴娃町石垣入口交差点 / 起点 |
| 鹿児島県道27号頴娃川辺線                              | 南九州市 | 頴娃町上別府 | 青戸交差点                  |
| 鹿児島県道17号指宿鹿児島インター線 / 指宿スカイライン | 南九州市 | 頴娃町上別府 | 頴娃IC                      |
| 鹿児島県道232号知覧喜入線                             | 鹿児島市 | 喜入一倉町   | 小田代交差点 / 終点         |

### 交差する鉄道
- 指宿枕崎線

### 沿線
- 南九州市立青戸小学校